# خانه حدادپور
خانه حدادپور مربوط به اواخر دوره قاجار - اوایل دوره پهلوی است و در کاشان، خیابان محتشم، محله سرپله، کوچه صباغها، پلاک ۱۹ واقع شده و این اثر در تاریخ ۳ خرداد ۱۳۸۶ با شمارهٔ ثبت ۱۹۱۵۹ به‌عنوان یکی از آثار ملی ایران به ثبت رسیده است.